# Siriella tenuiungula
Siriella tenuiungula is een aasgarnalensoort uit de familie van de Mysidae. De wetenschappelijke naam van de soort is voor het eerst geldig gepubliceerd in 2008 door Murano & Fukuoka.